# 大阪大学会館
大阪大学会館（おおさかだいがくかいかん）は、大阪大学豊中キャンパスにある講堂。別名は旧イ号館。
4,400平米弱の面積で、収容人数は462人（2階席・252席 / 3階席・210席）。

## 沿革
旧制浪速高等学校の高等科本館として建設された。新制大学として浪速高等学校が大阪大学に吸収されると、教養部本館、共通教育本館（イ号館）となり、大学創立80周年記念のリニューアル工事竣工を以て大阪大学会館となった。学内最古の建物である。
塔屋付き4階建ての南棟に3階建ての北棟が続くL字型の平面構成で、尖塔形の窓や塔屋部等のネオゴシック風の外観意匠に特徴がある。リニューアル後は、21世紀懐徳堂、適塾記念センター、知的基盤総合センター等、社学・産学・国際連携に関する様々な活動に使用できるように整備された。
2004年6月9日に国の登録有形文化財に登録された。

## 施設
阪大坂を上った先に位置し、阪大のシンボルとなっている。